# Emmanuel Arango
Emmanuel Enrique Arango Gómez (Ibagué, Tolima; 1 de febrero de 1981) es un abogado y político tolimense. Es analista y columnista  político en medios radiales y escritos en el departamento del Tolima. En el año 2015 fue elegido por medio de una consulta interna como candidato a la alcaldía de Ibagué por el Partido Centro Democrático. Fue candidato al senado de la república en la lista encabezada por el expresidente Álvaro Uribe Vélez en 2018. Actualmente es miembro de la Dirección Nacional del partido Centro Democrático.

## Biografía
Emmanuel Arango es hijo de Jesús Enrique Arango y Luz Elena Gómez.  Está casado con Paola Andrea García.  Es hermano del abogado Enrique Arango Gómez. Arango es familiar del fallecido sacerdote y periodista tolimense Javier Arango Jiménez. 
Estudió la educación básica secundaria en el colegio Tolimense y posteriormente estudió Derecho y Ciencias Políticas en la Universidad de Ibagué; Arango Gómez es magíster en Derecho de la Universidad Sergio Arboleda.

## Trayectoria pública

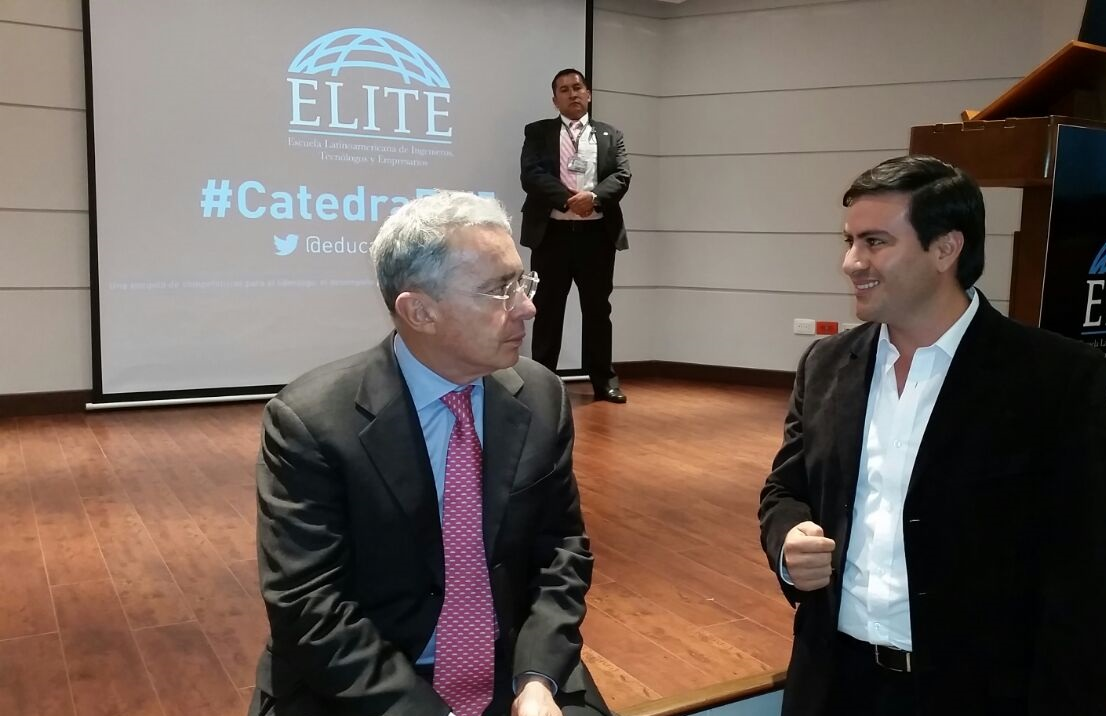
Emmanuel Arango candidato a la alcaldía de Ibagué junto al presidente Álvaro Uribe Vélez

Emmanuel Arango se ha destacado como abogado en el sector privado y como asesor jurídico en diferentes entidades administrativas. Arango Gómez es miembro fundador del partido Centro Democrático que lidera el expresidente Álvaro Uribe Vélez. Para las elecciones presidenciales del año 2014 Arango hizo parte de la dirección de la campaña presidencial de Óscar Iván Zuluaga en el departamento del Tolima.
Arango Gómez ha sido columnista en medios de prensa escrita y analista político en diferentes medios del Tolima. En el año 2014 Arango Gómez se opuso al modelo de negocio que planteaba el entonces alcalde de Ibagué, Luis Hernando Rodríguez para el desarrollo de las fotomultas en dicha ciudad; tras dicho liderazgo con la confluencia de la ciudadanía dicho proyecto fue reversado. 
Tras los escándalos que rodeaban al entonces alcalde de Ibagué, Arango Gomez junto a Pierre García lideraron el proyecto de revocatoria de mandato para Luis H. Rodríguez al considerar que dicho gobierno no representaba a la ciudadanía ni el bienestar de la misma.
En el año 2017 el Centro Democrático en el marco de la Segunda Convención Nacional, los convencionistas tomaron la decisión de aumentar participación a nivel nacional y regional por lo que se aprobó la reforma estatutaria para la ampliación de la Dirección Nacional en la que Emmanuel Arango fue elegido por derecho propio como integrante de dicha dirección.

### Candidato a la Alcaldía de Ibagué
En el año 2015 el partido Centro Democrático decidió convocar una Consulta interna entre sus militantes en la ciudad de Ibagué para escoger el que sería el candidato único a la alcaldía de Ibagué por dicho partido, proceso en el cual sólo podrían participar quienes estuvieran inscritos y carnetizados en dicho partido político.
El 19 de abril de 2015 Emmanuel Arango fue elegido como el candidato del uribismo a la Alcaldía de Ibagué. Para las elecciones de 2015 Arango fue avalado y representó al Centro Democrático en la candidatura a la Alcaldía de Ibagué siendo calificado por los medios como el candidato más propositivo y preparado en la contienda electoral .

### Candidato al Senado de la República
Para las elecciones legislativas del año 2018 el Centro Democrático inscribió un total de sesenta personas para ser candidatos de esa colectividad al Senado de la República en una lista abierta encabezada por Álvaro Uribe Vélez.
Emmanuel Arango fue parte de dicha lista como representante del Tolima, departamento en el que fue el candidato, de ese partido, más votado luego del expresidente Álvaro Uribe. Arango se destacó por proponer la implementación del Control de padres una medida que busca que sean los padres de familia quienes supervisen los contratos de alimentación escolar así como la creación de una estructura pensional para los ciudadanos que nacen por debajo de la línea de pobreza y estratos bajos que con reserva de capital al inicio de la vida, por medio de los rendimientos financieros se beneficiaría de una pensión digna en la edad de vejez si las condiciones de vida no habían cambiado.